# Diabeł (film 2005)
Diabeł – polski offowy film fabularny z 2005 roku w reżyserii Tomasza Szafrańskiego. Inspiracją dla filmu było opowiadanie Guy de Maupassanta. Sceny kręcone były w trzech śląskich miejscowościach: Ożarowicach, Siemoni i Koszęcinie.

## Obsada
- Andrzej Grabowski (Franciszek)

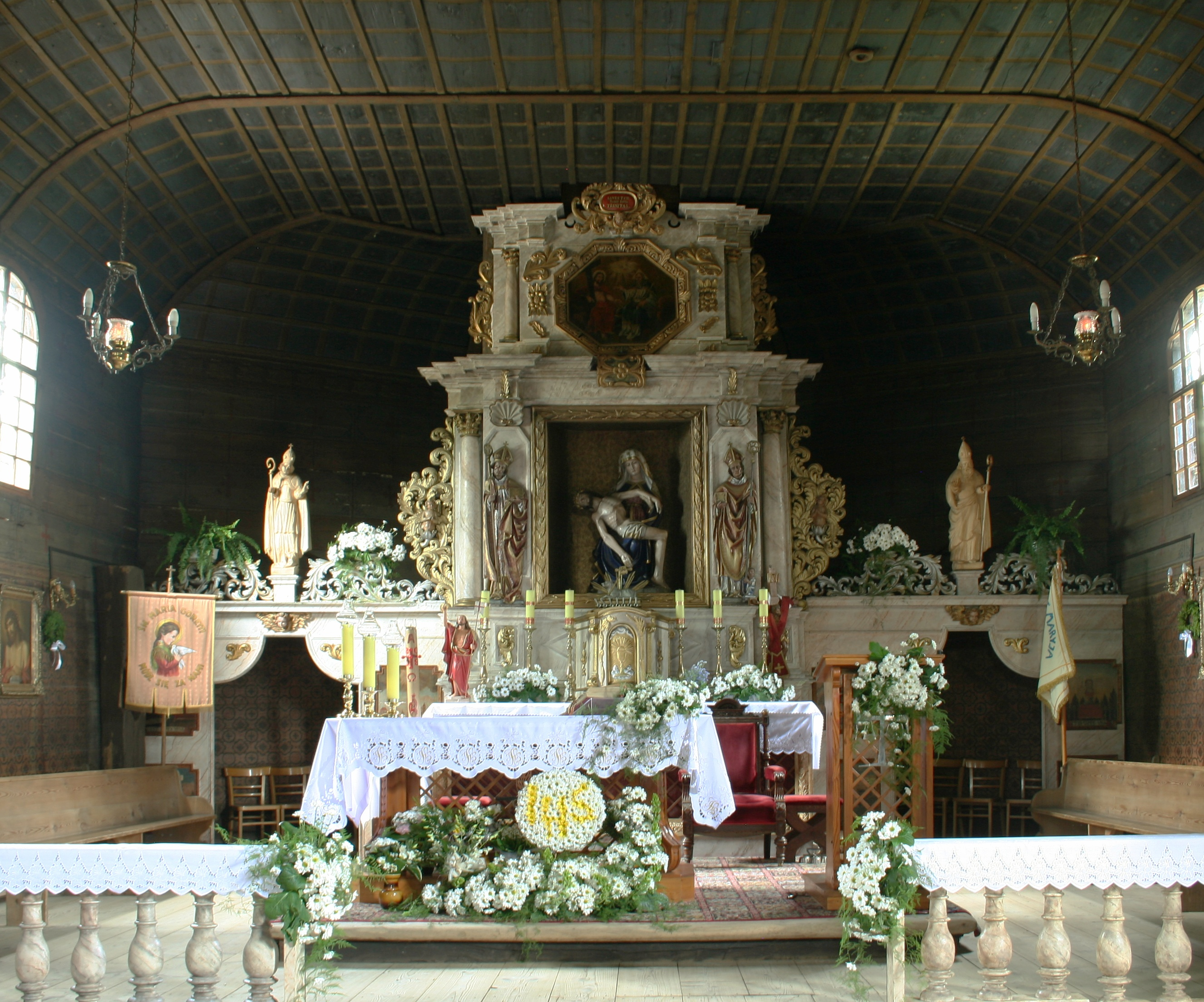
Wnętrze kościoła św. Trójcy w Koszęcinie. Miejsce, w którym kręcona była jedna scena filmu

- Stanisława Łopuszańska (matka Franciszka)
- Krystyna Rutkowska-Ulewicz (Palchowa)
- Zbigniew Zamachowski (kumpel Franciszka)
- Ryszard Zaorski (ksiądz)
- Beata Rybotycka (czarna wdowa)
- Andrzej Mrowiec (lekarz)
- Tomasz Kubiński (ministrant)
- Witold Biały (mały Franciszek)
- Michał Grabowski (młody Franciszek)
- Robert Koczwara (młody ojciec Franciszka)
- Bogusław Sapeta (ojczym Franciszka w średnim wieku)
- Bogusław Łuszczyk (stary ojczym Franciszka)
- Zuzanna Grabowska (młoda matka Franciszka)
- Ewa Kwaśniak (matka Franciszka w średnim wieku)
- Joshua A. Morton (Murzyn kierowca)
- Edward Górski (chłop na drodze / trup)
- Antoni Wosz (rzeźnik)
- Patryk Kibało (chłopiec w kościele)